# Vittaria scabricoma
Vittaria scabricoma är en kantbräkenväxtart som beskrevs av Edwin Bingham Copeland. Vittaria scabricoma ingår i släktet Vittaria och familjen Pteridaceae. Inga underarter finns listade.